# Валуева-Мунт, Анна Петровна
Анна Петровна Валуева-Мунт (1856—1902) — детская писательница и педагог.

## Биография
Анна Мунт родилась в 1856 году. Детство она провела в Орловской губернии в имении деда. Она закончила Школу св. Петра в Санкт-Петербурге. Педагогическое образование Мунт получила на Женских педагогических курсах, по окончании которых за особые отличия была назначена учительницей в учрежденной при педагогических курсах прогимназии, а также в Женской гимназии княгини Оболенской.
Уже начав работать в области детской литературы, параллельно с педагогической работой, Мунт нашла возможность прослушать полный курс Бестужевских курсов. 
Анна Мунт впервые начала публиковаться в 1870-х годах в журнале «Детское чтение» под редакцией А. Н. и В. П. Острогорских. Затем она печаталась в журналах «Родник» (под редакцией Е. А. Сысоевой), «Игрушечка», «Русская школа» и других. 
Выйдя замуж за инженера путей сообщения П. М. Валуева, Валуева-Мунт уехала из столицы. Ей пришлось много переезжать: семья жила сначала в Поволжье, затем в Пскове. Результатом жизни в Пскове явилась книга «Колыбель русской земли. Псков и его окрестности». Жизнь в Самаре дала ей материал для книги «По великой русской реке», посвященной Волге. Живя в Симферополе, Валуева-Мунт выпустила книгу «Севастополь и его славное прошлое». 
В 1882—93 гг. в Санкт-Петербурге она издала серию беллетризированных биографий под общим заглавием: «Нашему юношеству — рассказы о хороших людях». В серии вышло 10 выпусков: «Вашингтон», «Франклин», «Линкольн», «Колумб», «Поэт-герой (из жизни Т. Кернера)», «Друзья слепых и глухонемых», «Не от мира сего (Елизавета Кульман)», «Детство Пушкина», «Искра Божия (Кохановская)», «Две матери (мать Байрона и Гёте)».  В 1892 г. она выпустила книгу «Жизнь для детей». Герои интересовали её прежде всего как люди, вышедшие из народа или посвятившие себя его благу. Критики отмечали лёгкий язык и популяризаторский талант автора. Некоторые из её произведений выдержали четыре переиздания. 
Валуева-Мунт переводила произведения Чарльза Диккенса, а также книгу Чарльза Ф. Ричардсона «Как читать книги, чтобы они приносили нам пользу». По одной из версий, она была членом Женской издательской артели. 
Занималась Валуева-Мунт и педагогической деятельностью. В Екатеринославе она стала руководительницей и попечительницей воскресной школы при двухклассном училище. Она была почетным членом Общества попечения о детях недостаточных служащих Екатерининской железной дороги и членом правления Общества попечительства о женском образовании. 
В конце жизни Валуева-Мунт планировала серию книг, посвящённых лично известным ей городам: Севастополю, Пскову, Новгороду, Киеву, Владимиру, Москве, Петербургу, Нижнему Новгороду, Казани, Астрахани, Смоленску, Полтаве и Екатеринославу. Эти обширные планы не были реализованы из-за её ранней смерти. 
Анна Петровна Валуева-Мунт умерла в 1902 году в возрасте 45 лет. Похоронена в Севастополе.